# Magnus Samuelsson (Fußballspieler, 1972)
Magnus Samuelsson (* 15. April 1972 in Norrköping) ist ein ehemaliger schwedischer Fußballspieler. Der Mittelfeldspieler bestritt seine aktive Karriere in Schweden und Norwegen und gewann mit IF Elfsborg 2006 den schwedischen Meistertitel und 2003 den Landespokal.

## Werdegang
Samuelsson begann mit dem Fußballspielen bei Simonstorps IF. Dort debütierte er im Amateurbereich spielenden Männermannschaft. Daraufhin wurden die Verantwortlichen des IFK Norrköping auf ihn aufmerksam und holten ihn in die Allsvenskan. Im August 1990 debütierte er beim Spiel gegen Malmö FF in der höchsten schwedischen Spielklasse. Anfangs kam er nur unregelmäßig in der ersten Liga zum Einsatz, ab der Spielzeit 1996 konnte er sich endgültig als Stammkraft etablieren.
1999 schloss sich Samuelsson dem norwegischen Klub FK Haugesund an. Mit dem Vorjahresabsteiger aus der Tippeligaen gelang ihm der direkte Wiederaufstieg in die Erstklassigkeit. Nachdem jedoch erneut der Klassenerhalt verpasst wurde, kehrte der Mittelfeldspieler nach Schweden zurück.
Samuelsson unterschrieb einen Vertrag beim amtierenden Pokalsieger IF Elfsborg. Beim Klub aus Borås etablierte er sich auf Anhieb als Stammspieler und trat mit ihm sowohl in der Allsvenskan als auch im Europapokal an. 2003 erreichte er mit der Mannschaft das Endspiel um den Svenska Cupen. Durch zwei Tore von Lars Nilsson gelang mit einem 2:0-Erfolg über Assyriska FF sein erster Titelgewinn. In den folgenden Jahren trug er als Stammspieler im defensiven Mittelfeld dazu bei, dass sich der Verein im vorderen Bereich der Liga etablieren konnte. In der Spielzeit 2006 wirkte er in 14 Saisonspielen am Gewinn des Lennart-Johansson-Pokals für den schwedischen Landesmeister mit.
Nach Saisonende gab Samuelsson nach Vertragsende seinen Abschied von IFE bekannt. Der 34-jährige kehrte zu seiner ersten Profistation IFK Norrköping zurück, wo er einen Zwei-Jahres-Kontrakt unterzeichnete. Hier gehörte er zum Stamm der Mannschaft, die in der zweitklassigen Superettan antrat. Zunächst beendete er mit Auslaufen seines Vertrages nach Ende der Zweitligaspielzeit 2008 seine Karriere, im März 2009 unterschrieb er jedoch einen neuen Ein-Jahres-Vertrag bei IFK und begann parallel eine Trainerausbildung.
Nachdem er in diesem Jahr mit 19 Einsätzen seine aktive Karriere ausklingen ließ und danach noch für eine Spielzeit in die Fünftklassigkeit zur Kimstad GoIF wechselte, wurde er nahezu zeitgleich als Techniktrainer bei seinem Stammklub IFK Norrköping engagiert.